# تصنيف طبي
يستخدم التصنيف الطبي لتحويل أوصاف التشخيصات أو الإجراءات الطبية إلى كود إحصائي موحد في عملية تعرف باسم الترميز السريري. تسرد تصنيفات التشخيص رموز التشخيص، والتي تُستخدم لتتبع الأمراض والحالات الصحية الأخرى، بما في ذلك الأمراض المزمنة مثل داء السكري وأمراض القلب والأمراض المعدية مثل نوروفيروس والإنفلونزا وسعفة القدم. رمز إجراء قائمة تصنيفات الإجراءات، والذي يستخدم لالتقاط البيانات التداخلية. يتم استخدام رموز التشخيص والإجراءات هذه من قبل مقدمي الرعاية الصحية، والبرامج الصحية الحكومية، وشركات التأمين الصحي الخاصة، وشركات تعويض العمال، ومطوري البرامج، وغيرهم لمجموعة متنوعة من التطبيقات في الطب والصحة العامة والمعلوماتية الطبية، بما في ذلك:
- التحليل الإحصائي للأمراض والإجراءات العلاجية
- السداد (على سبيل المثال، لمعالجة المطالبات في الفواتير الطبية بناءً على المجموعات ذات الصلة بالتشخيص)
- النظم القائمة على المعرفة ودعم القرار
- المراقبة المباشرة لتفشي الأوبئة أو الجائحة

هناك معايير خاصة بكل بلد وأنظمة تصنيف دولية.

## أنواع التصنيف
توجد العديد من التصنيفات الطبية المختلفة، على الرغم من أنها تحدث في مجموعتين رئيسيتين: التصنيفات الإحصائية والتسميات.
يجمع التصنيف الإحصائي بين المفاهيم السريرية المتشابهة ويجمعها في فئات. عدد الفئات محدود بحيث لا يصبح التصنيف كبيرًا جدًا. مثال على ذلك يستخدمه التصنيف الإحصائي الدولي للأمراض والمشكلات الصحية ذات الصلة (المعروف باسم التصنيف الدولي للأمراض). يصنف التصنيف الدولي للأمراض أمراض الجهاز الدوري في «فصل» واحد، يُعرف بالفصل التاسع، يغطي الرموز I00 – I99. أحد الرموز في هذا الفصل (I47.1) له عنوان الكود (نموذج التقييم) تسرع القلب فوق البطيني. ومع ذلك، هناك العديد من المفاهيم السريرية الأخرى التي تم تصنيفها هنا أيضًا. من بينها تسرع القلب الأذيني، عدم انتظام دقات القلب الوصلي، عدم انتظام دقات القلب الأذني، وعدم انتظام دقات القلب العقدي.
ميزة أخرى للتصنيف الإحصائي هي توفير الفئات المتبقية لشروط أخرى وغير محددة التي لا تحتوي على فئة محددة في التصنيف المعين.
يوجد في التسمية قائمة ورمز منفصل لكل مفهوم سريري. لذلك، في المثال السابق، سيكون لكل حالة من حالات تسرع القلب المدرجة رمزها الخاص. هذا يجعل التسميات غير عملية لتجميع الإحصاءات الصحية.
تشمل أنواع أنظمة الترميز الخاصة بالرعاية الصحية ما يلي:
- رموز التشخيص
  - تُستخدم لتحديد الأمراض والاضطرابات والأعراض
  - يمكن استخدامها لقياس معدلات الاعتلال والوفيات
  - أمثلة: ICD-9-CM، ICD-10[1]
- الرموز الإجرائية
  - هي أرقام أو رموز أبجدية رقمية تُستخدم لتحديد التدخلات الصحية المحددة التي يتخذها المهنيون الطبيون.
  - أمثلة: CPT، HCPCS، ICPM، ICHI
- الرموز الصيدلانية
  - تستخدم لتحديد الأدوية
  - أمثلة: ATC، NDC
- الرموز الطبوغرافية
  - هي رموز تشير إلى موقع معين في الجسم
  - أمثلة : ICD-O، SNOMED

## عائلة التصنيفات الدولية لمنظمة الصحة العالمية
تحتفظ منظمة الصحة العالمية (WHO) بالعديد من التصنيفات المعتمدة دوليًا والمصممة لتسهيل مقارنة البيانات المتعلقة بالصحة داخل السكان وعبرهم بمرور الوقت بالإضافة إلى تجميع البيانات المتسقة على الصعيد الوطني. تتضمن «عائلة التصنيفات الدولية» (FIC) ثلاثة تصنيفات رئيسية (أو مرجعية) بشأن المعايير الأساسية للصحة التي أعدتها المنظمة ووافقت عليها جمعية الصحة العالمية للاستخدام الدولي، بالإضافة إلى عدد من التصنيفات المشتقة وذات الصلة التي تقدم تفاصيل. تمت مراجعة بعض هذه المعايير الدولية وتكييفها من قبل بلدان مختلفة للاستخدام الوطني.

### التصنيفات المرجعية
- التصنيف الإحصائي الدولي للأمراض والمشكلات الصحية ذات الصلة[3]
  - ICD-10 (المراجعة العاشرة، قيد الاستخدام من قبل منظمة الصحة العالمية منذ 1994)[1]
  - ICD-11 (المراجعة 11)[4]
- التصنيف الدولي للأداء والإعاقة والصحة (ICF)
- التصنيف الدولي للتدخلات الصحية (ICHI) (في التنمية)[5][6]

### التصنيفات المشتقة
تستند التصنيفات المشتقة إلى التصنيفات المرجعية لمنظمة الصحة العالمية (أي التصنيف الدولي للأمراض والتصنيف الدولي لتأدية الوظائف والعجز والصحة ICF). وهي تشمل ما يلي:
- التصنيف الدولي لأمراض الأورام، الإصدار الثالث (ICD-O-3)
- تصنيف ICD-10 للاضطرابات العقلية والسلوكية - يتعامل هذا المنشور حصريًا مع الفصل الخامس من التصنيف الدولي للأمراض 10،[7] وهو متاح كمتغيرين؛
  - الأوصاف السريرية والمبادئ التوجيهية التشخيصية،[8] المعروف أيضًا باسم الكتاب الأزرق.
  - معايير التشخيص للبحث،[9] المعروف أيضًا باسم الكتاب الأخضر.
- تطبيق التصنيف الدولي للأمراض على طب الأسنان وطب الفم، الإصدار الثالث (ICD-DA)[10]
- تطبيق التصنيف الدولي للأمراض على علم الأعصاب (ICD-10-NA)[11]
- EUROCAT هو امتداد للفصل السابع عشر من التصنيف الدولي للأمراض - 10، والذي يغطي الاضطرابات الخلقية.

## روابط خارجية
- موقع منظمة الصحة العالمية الرسمي للتصنيفات الدولية
- المصطلحات الطبية في المكتبة الوطنية للطب
- منظمة تطوير معايير المصطلحات الصحية الدولية - SNOMED CT